# 完結相
完結相（かんけつそう、英語：perfective aspect）とは言語学で、一回限りの事象を時間経過と無関係に（点として）表現する相をいう。
類似したものに、事象をそれが完了した結果として表現する完了相（perfect aspect：時制と組み合わされ完了時制と呼ばれることもある）がある。両者は厳密には区別されるが、言語によっては区別されない場合もある。
完結相は一般に、動詞の意味論的種類により決まるものと、言語ごとに文法形式として表現されるものに分けられる。例えば、「発つ」「着く」「（何かに）なる」などは一回限りの瞬間的な完結相動詞である。それに対し「歩く」「走る」「違う」などは目標のない継続的動作または状態を表す非完結相動詞であり、「食べている」のような進行・反復表現も非完結相である。「行く」「作る」のような目標のある動詞は文脈によっては完結相となる。
文法形式として表現される完結相には、以下のようなものがある。

## 日本語
日本語では補助動詞「てしまう」（またはその口語縮約形「ちまう」「ちゃう」等：助動詞と考えてもよい）により、一回限りで終わることや完結することを強調して表現し、さらには敢えてする動作、普通でない事態や、意図に反すること（困ること、または逆に喜ばしいこと）を含意するモダリティ的表現になる。現代の首都圏方言で特に頻繁に用いられ、非完結動詞にも適用される。例えば、「英語が話せた」は基本的には非完結相である（文脈にもよる）のに対し、「英語が話せちゃった」は完結相となり、「英語を現実に話した」または「英語が話せるようになった」を意味する。

## スラヴ語
ロシア語を始めとしてスラヴ語派では、多くの動詞が非完結相（不完了体）と完結相（完了体）の対として存在する。形態論的には不完了体に接頭辞を付けて完了体にする、語尾を変える、全く異なる形態を使う、と様々である。完了体には未来形はなく、完了体現在形は意味的には未来となる。
- Я читал(а) эту книгу.（私はこの本を読んだ。）
- Я прочитал(а) эту книгу.（私はこの本を最後まで読み終えた。）

以下はロシア語とポーランド語の非完結相・完結相の表である。

各言語の完結相の上の二つ（不定詞・過去）で、冒頭の一文字の太字（ロシア語：с、ポーランド語：z）は完結相を作る接頭辞を表している。

非完結相・現在と完結相・未来が対角線で太字になっているのは、語形としてはともに現在形ながら、完結相では意味が「未来」となることを強調している。
| ロシア語                       | ロシア語              |        | ポーランド語                              | ポーランド語          |
| 非完結相                       | 完結相                | 時制   | 非完結相                                  | 完結相                |
| делать する(do)                | сделать する(do)      | 不定詞 | robić する(do)                            | zrobić する(do)       |
| я делал 私はしていた           | я сделал 私はした     | 過去   | robiłem 私はしていた                      | zrobiłem 私はした     |
| я делаю 私はしている           | —                     | 現在   | robię 私はしている                        | —                     |
| буду делать 私はしているだろう | сделаю 私はするだろう | 未来   | będę robić, będę robił 私はしているだろう | zrobię 私はするだろう |

以下はセルビア語で「食べる」の意味の動詞のアスペクトの対照表である。
| セルビア語の動詞jesti(「食べる」)のアスペクト対照表             | セルビア語の動詞jesti(「食べる」)のアスペクト対照表     | セルビア語の動詞jesti(「食べる」)のアスペクト対照表 |
| 非完結相                                                        | 完結相                                                  | 時制                                                |
| --------------------------------------------------------------- | ------------------------------------------------------- | --------------------------------------------------- |
| Ja sam jeo 私はそのとき食べている途中だった                     | Ja sam pojeo 私は一度食べた                             | 過去                                                |
| Ja sam bio jeo 私はそのときすでに過去に何度か食べたことがあった | Ja sam bio pojeo 私はそのときすでに過去に一度食べていた | 大過去(pluperfect)                                  |
| Ja ću jesti 私は食べているだろう                                | Ja ću pojesti 私は一度食べるだろう                      | 未来                                                |

## 古代ギリシア語
古代ギリシア語では過去の完結相を表す動詞活用形としてアオリストがあり、非完結形および完了形と区別される。動詞によっては基本形とアオリストで意味が異なることもある（例えば基本形は「探す」、アオリストは「見つける」など）。なおスペイン語でも同じように相によって意味が異なる動詞の例がある。

## ラテン語
ラテン語には動詞の活用形として完了相と非完了（継続・反復）相、および現在・過去・未来の時制による区別があり、完了相と完結相は区別されない。現在完了形は過去の意味にも用いられるが、継続・反復を表す未完了過去形とは区別される。フランス語・スペイン語など現代ロマンス諸語にもこれに由来する区別（単純過去形と半過去・線過去形）がある。

## ゲルマン諸語
ゲルマン諸語では、完結相を表す次の接頭辞が存在した。
古英語：ge-、古ザクセン語・古高ドイツ語：gi-、ゴート語：ga-。
ゲルマン諸語には未完結相・完結相を区別するシステムが存在した。
古高ドイツ語では接頭辞のgi-で完結相を表していた。gi-は後世のドイツ語になると、過去分詞（完了分詞）の接頭辞ge-に変わっていったが、これは、元来、完結相の機能に限定されていたのが、過去分詞の形成に必須の要素へと、機能変化していったことを意味している。
gemacht（動詞machenの過去分詞）を例にとれば、ge-の部分は古高ドイツ語では行為の完結を表していたが、現代のドイツ語では過去分詞に不可欠な接頭辞へと変化している（完結相、未完結相の区別なく）。
werden（なる、英become）、kommen（来る、英come）、finden（見つける、英find）は、意味からして「完結する行為」を表すため、古高ドイツ語の文法では、過去分詞を作るのにge-は付けていなかった。この現象は、現代のドイツ語でも方言レベルで残存している。
現代ドイツ語では、完了時制に、過去分詞を二つ重ねる「二重の完結相(doppelte Perfektbildung)」の表現があり、Michael Bauer hat im Match gewonnen gehabt（ミヒャエル・バウアーは試合に勝ったのだ）は「完結相の強調」と解釈される。通常の完了時制はMichael Bauer hat im Match gewonnenとなる。

## ブルガリア語
ジョージア語とブルガリア語のように、完結相が同一の動詞で未完結相と同居し、二つの相が重複して表現される言語もある（完結相の未完了時制、未完結相の完了時制）。
ブルガリア語では、動詞の語幹に完結（アオリスト）相語幹と未完結相語幹があり、これに活用語尾としてアオリスト過去時制の語尾と未完了過去時制の語尾が付くが、この際、たすきがけが可能である。
つまり、ブルガリア語では、「完結（アオリスト）相語幹の未完了過去時制」により、一回ずつ完結する行為を、繰り返し習慣的に行っていたことを表現することができる。
例文：
vecher 	sedn-eshe 	na 	balkona-ta
(Вечер седнеше на балконата)
evening 	sit.PFV-PST.IPFV 	on 	balcony-DEF 
（彼は夕方にはよくバルコニーに座っていたものだった、"In the evening he would sit down on the balcony"）
まず、「座る行為」は一回で完結する行為として捉えられているため、動詞の語幹は完結（アオリスト）相語幹のsedn-になっている。
だが、文全体の意味としては「継続的・反復的な行為」として捉えられているため、活用語尾としては未完了過去時制の-esheが付いている。
この未完了過去時制の語尾を除いて、sedn-a（アオリスト過去時制の語尾-aが付く）とすれば、「彼は夕方、ベランダに座っていた」（完結する行為を一回のみ）の意味になる。

## ハンガリー語
ハンガリー語には、動詞の接頭辞として、完結相を作るmeg-が存在する他、以下の接頭辞にも動詞を完結相に転じる機能が備わっている。

fel- (上へ、"up")、le- (下へ、"down"/"off")、be- (中へ、"in")、ki- (外へ、"out")、el- (去って、"away")、vissza- (後ろへ、"back")、át- (上に/通過して、"over"/"through")、oda- (あそこに、"there")、ide- (ここに、"here")、össze- (一緒に、"together")、szét- (から離れて、"apart")、rá- (てっぺんに、"on top") 。

例：

áll：立つ、立っている（基本動詞。完結相・未完結相の両方）

megáll：立ち止まる、やめる（完結相）

feláll：立ち上がる（完結相）

leáll：立ち止まる、停止する（完結相）

beáll：中に入る（完結相）

kiáll：外へ出る（完結相）

eláll、szétáll：こっそり立ち去る（完結相）

összeáll：暴徒などが集団を作る（完結相）

## 英語とスペイン語の関係
英語には、同一の動詞の完結相・未完結相、という活用上の変化が存在しないため、他言語からの翻訳時に、相（アスペクト）に応じて別の動詞を当てることが行われる。
スペイン語の例で言うと、スペイン語には未完了過去（線過去）と完了過去（点過去）が完備されている。
例えば、動詞saberで、未完了過去（線過去）の"yo sabía"は"I knew"（私は知っていた）とする一方、完了過去（点過去）の"(yo) supe"は"I found out"（私は分かった）とする。
同様に、  

動詞poder

未完了過去"yo podía"："I was able to"（私はすることが可能な状態だった）

完了過去"(yo) pude"："I succeeded"(私はすることに成功した）

動詞querer

未完了過去"yo quería"："I wanted to"（私はすることを欲していた）

完了過去"(yo) quise"："I tried to"（私はすることを試みた）

未完了過去"yo no quería"："I did not want to"（私はすることを欲していなかった）

完了過去"(yo) no quise"："I refused"（私はすることを拒否した）

## 中国語
中国語には、完結相の表現法として、動詞に後置する助詞（アスペクト助詞）の「了」と「過」、それに、動詞の重複、という方法がある。
「了」は、話者の観察時点（現在なら「今」）から見て、過去の行為が「今」の時点ではすでに完了していることを表す。「過」は、話者の観察時点より前に発生し、心理的に観察時点からは分離した出来事として過去の発生イベントをとらえている。動詞の重複は、「短時間性」、つまり、話者の心理の中では、ごく短い時間のみを占める出来事を表している。
例文として、「他跑步」（彼は走る）を基本として、「他跑了步」は「彼は走り終えた、走る行為を完了した」（現在から見て過去の行為が完了している）、「他跑過步」は「彼は過去に走った」（現在から切り離された過去の経験）、「他跑跑步」は「彼はちょっと走る」（短時間に限定した行為）。
広東語では「咗」が普通話（中国語の標準語）の「了」に相当する。 